# Perrissinoides cerambycivorae
Perrissinoides cerambycivorae är en tvåvingeart som beskrevs av John S. Dugdale 1962. Perrissinoides cerambycivorae ingår i släktet Perrissinoides och familjen parasitflugor. Inga underarter finns listade i Catalogue of Life.